# Europaväg 20
Der Europaväg 20 (schwedisch für ‚Europastraße 20‘) ist eine schwedische Fernverkehrsstraße und ein Teil der Europastraße 20. Er verläuft von der Öresundbrücke (Grenze zu Dänemark) vorbei an Göteborg und Örebro bis nach Stockholm. Der Europaväg 20 ist 770 km Lang.

## Städte
Malmö – Helsingborg – Halmstad – Falkenberg – Göteborg – Mariestad – Örebro – Eskilstuna – Södertälje – Stockholm

## Autobahn
Folgende Strecken sind als Autobahn oder autobahnähnlich ausgebaut:
- Öresundbrücke (Grenze zu Dänemark) – Göteborg, gemeinsam mit E6, 110/120 km/h
- Göteborg–Tollered 110 km/h, ab dem Jerichotunnel 90 km/h (Ortsdurchfahrt Mölndal und Partille 70 km/h)
- Lundsbrunn–Holmestad 110 km/h
- Vretstorp–Örebro 110 km/h
- Örebro–Arboga, gemeinsam mit Europaväg 18 110 km/h
- Eskilstuna–Stockholm 110/120 km/h (90 km/h in Stockholm)

## Alternative Strecken
Auf mehreren Strecken entlang des Weges gibt es alternative Routen, die deutlich besser sind:
- Helsingborg–Stockholm: Europaväg 4 über Jönköping (140 km kürzer, fast vollständig Autobahn, der Weg auch ausgeschildert von Malmö).
- Göteborg–Stockholm: Riksväg 40 / Europaväg 4 über Jönköping. (ca. 5–10 km kürzer, vollständig Autobahn).

## Bilder

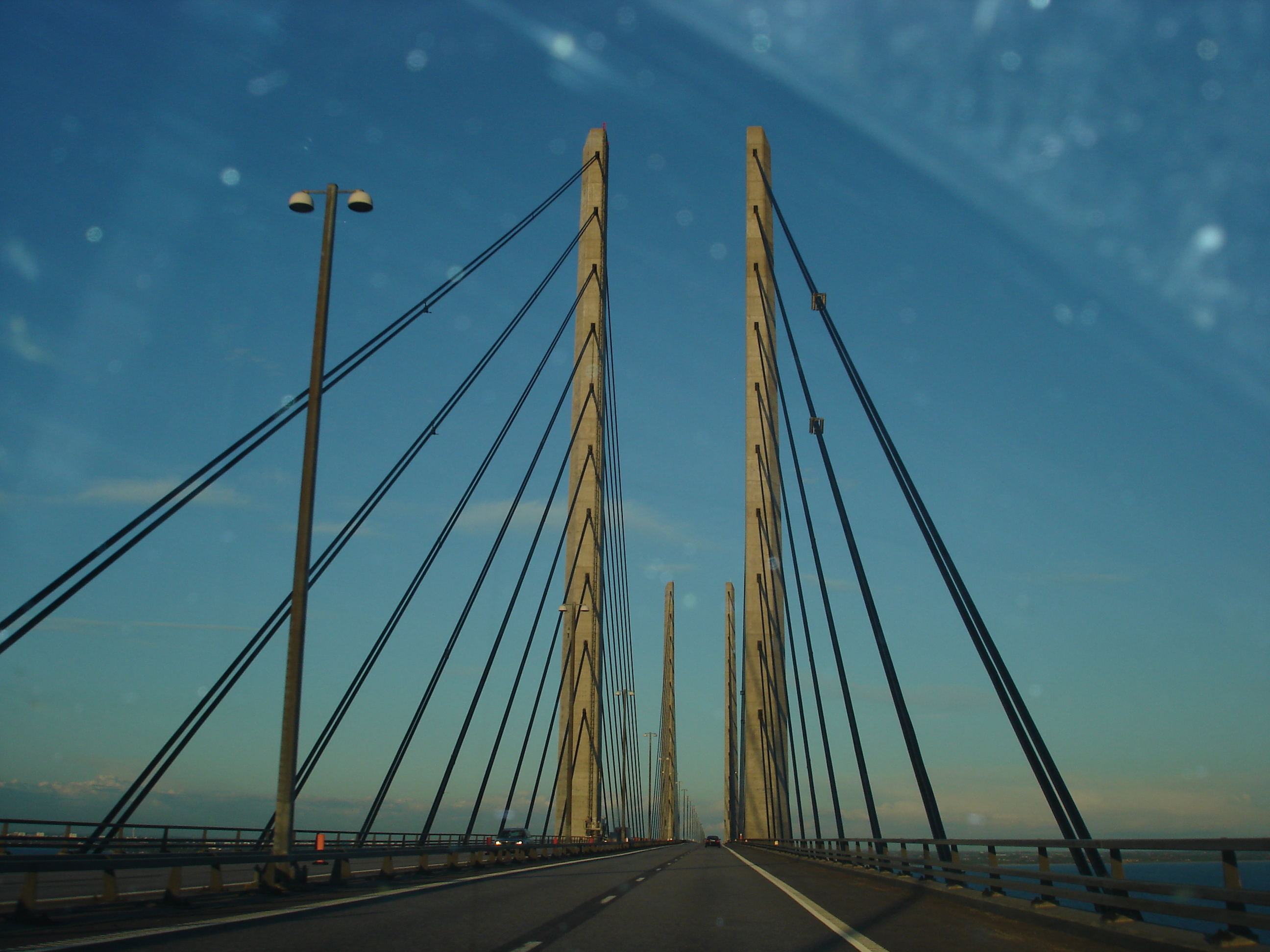
Auf der Öresundbrücke beginnt der schwedische Teil der Europastraße 20.
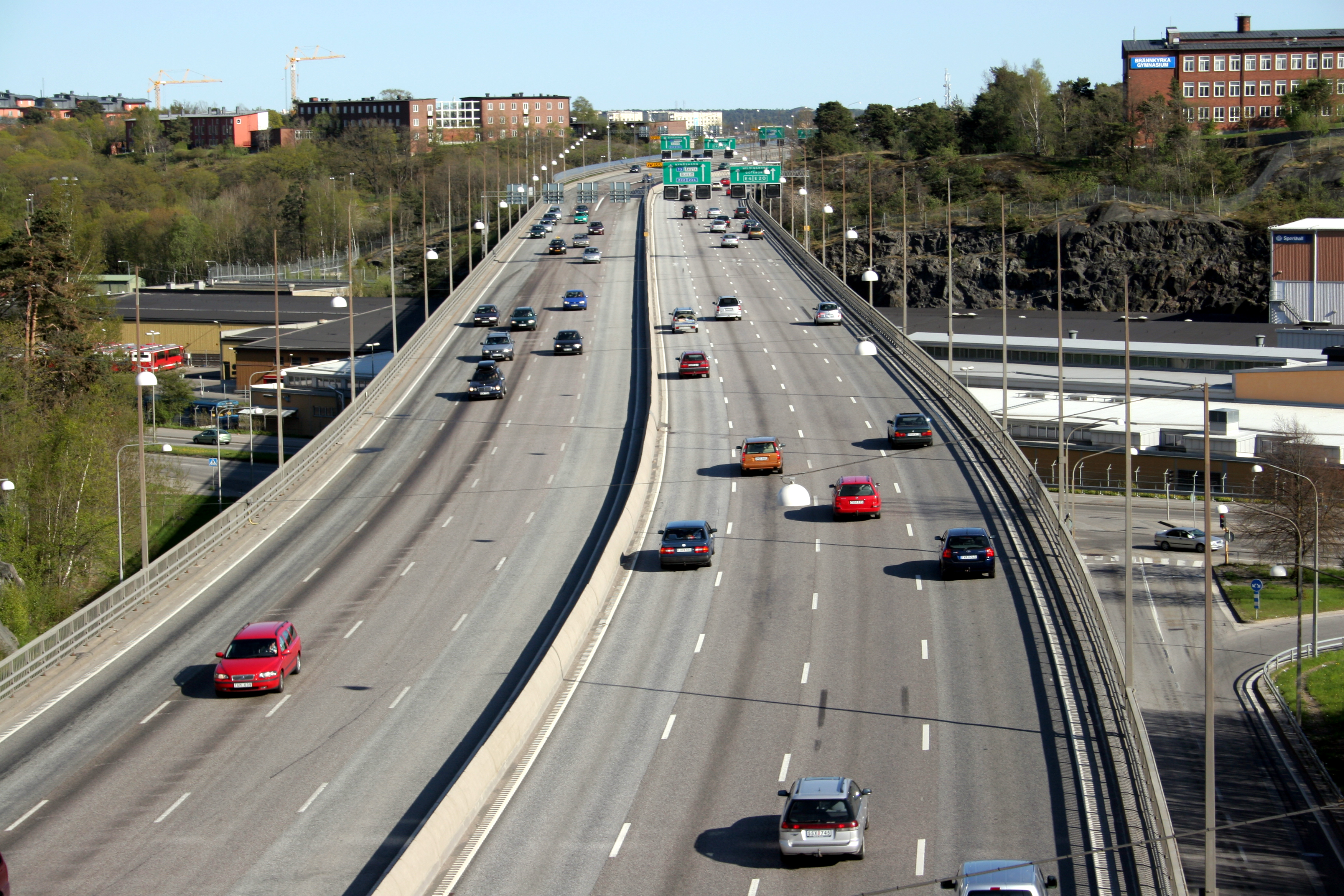
Essingeleden ist ein Teil des E 20 in Stockholm, hier Richtung Süden
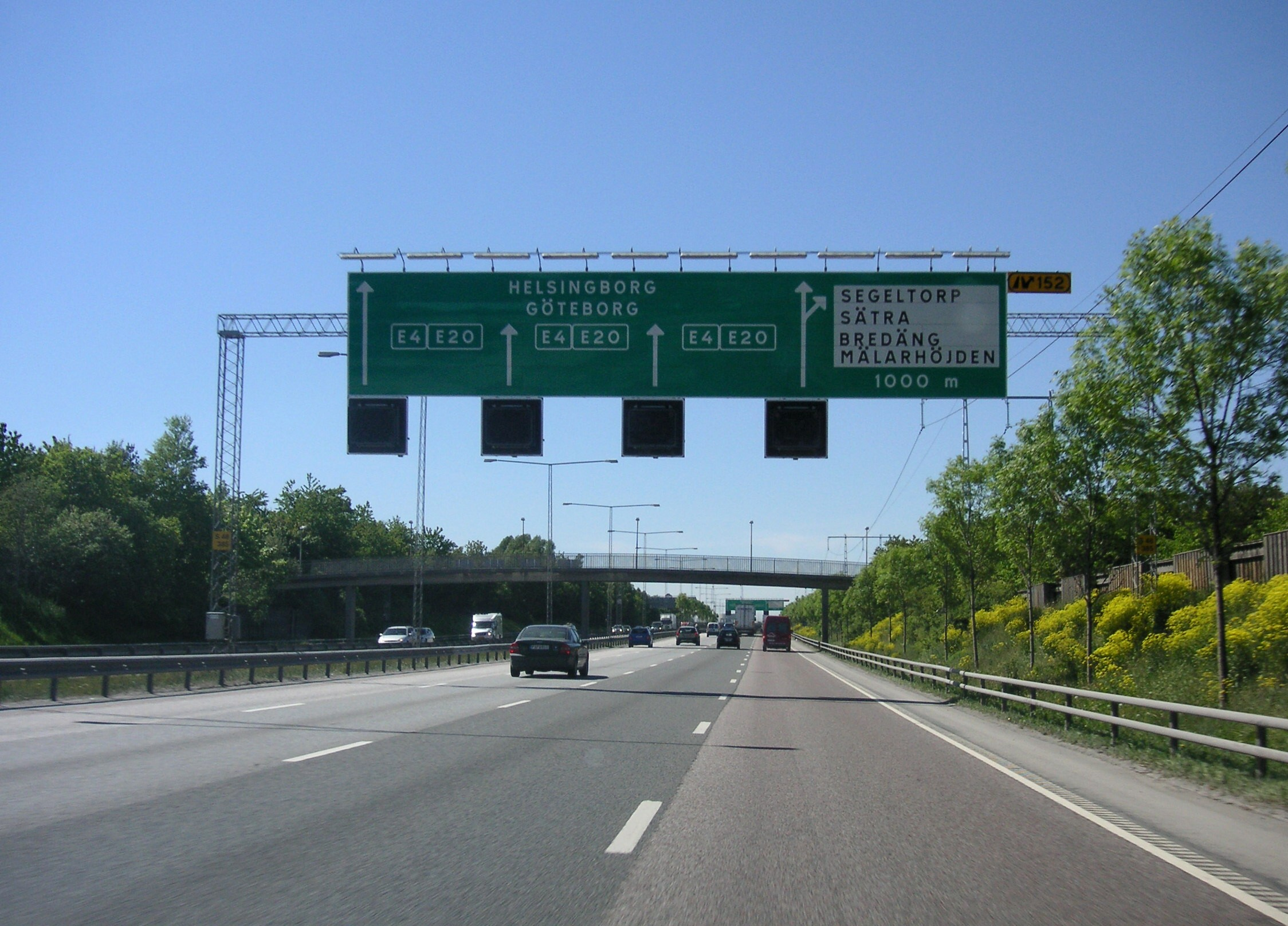
Der E 20 ist ein Teil des Södertäljevägen, südlich von Stockholm
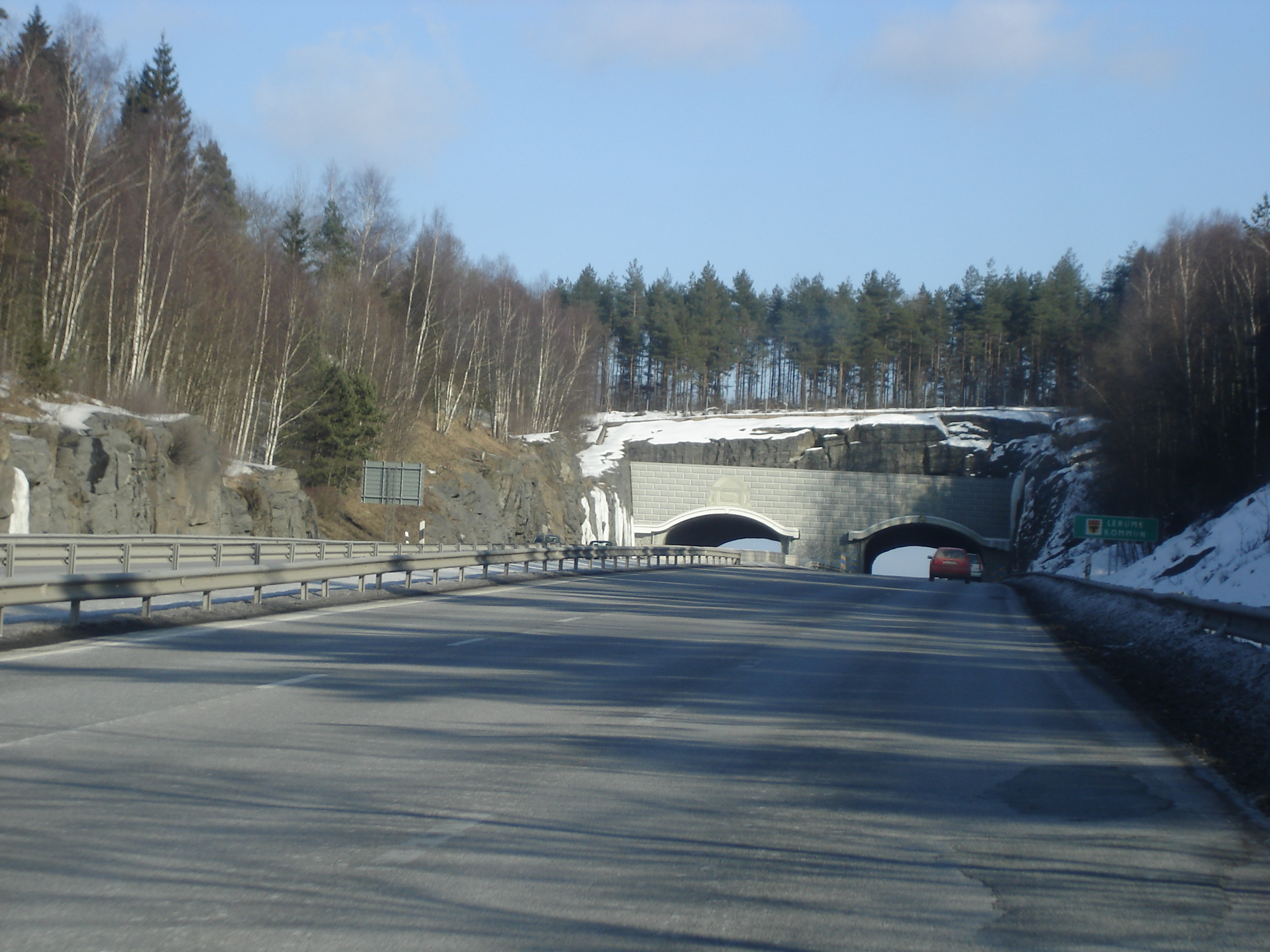
Der Jerikotunneln bei Partille/Lerum, Richtung Göteborg
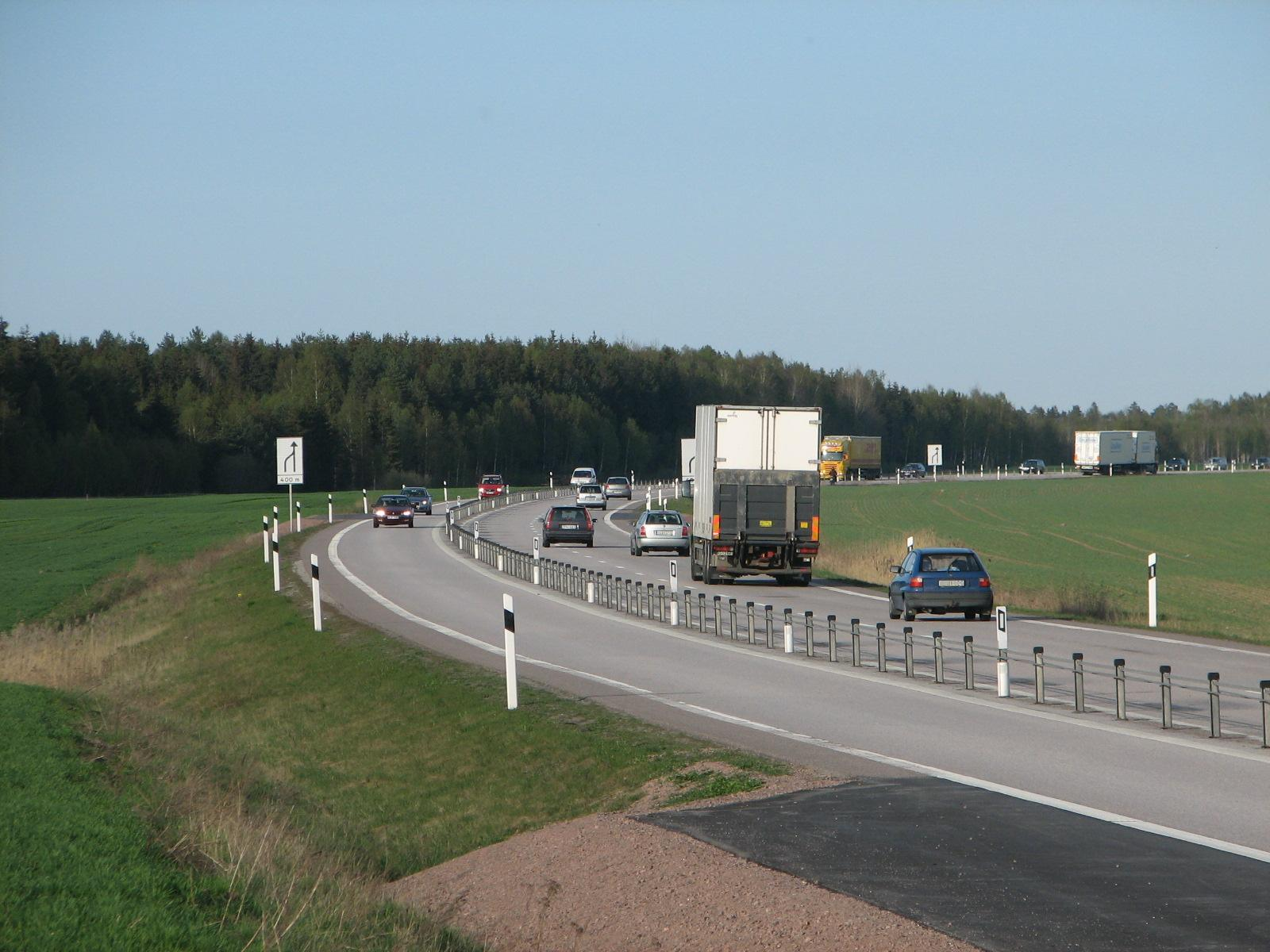
Der E 20 bei Skara